# Tomáš Pitule
Tomáš Pitule (* 10. listopadu 1989, Rokycany) je český lední hokejista.

## Kluby podle sezón
- 2002-2003 HC Keramika Plzeň
- 2003-2004 HC Lasselsberger Plzeň
- 2004-2005 HC Lasselsberger Plzeň
- 2005-2006 HC Lasselsberger Plzeň
- 2006-2007 HC Lasselsberger Plzeň
- 2007-2008 HC Lasselsberger Plzeň
- 2008-2009 HC Lasselsberger Plzeň, SHC Maso Brejcha Klatovy
- 2009-2010 HC Plzeň 1929, HC Dukla Jihlava, SHC Maso Brejcha Klatovy
- 2010-2011 HC Plzeň 1929, HC Dukla Jihlava
- 2011-2012 HC Plzeň 1929
- 2012-2013 HC Škoda Plzeň, IHC Písek, BK Mladá Boleslav
- 2013/2014 HC Škoda Plzeň
- 2014/2015 Rytíři Kladno
- 2015/2016 HC Škoda Plzeň
- 2015/2016 Rytíři Kladno
- 2016/2017 Grenoble (Francie)
- 2016/2017 HC Nové Zámky (Slovensko)
- 2016/2017 Šachtar Salihorsk (Bělorusko)
- 2017/2018 Šachtar Salihorsk (Bělorusko)
- 2018/2019 HK Něman Grodno (Bělorusko)
- 2018/2019 VHK ROBE Vsetín
- 2019/2020 Piráti Chomutov
- 2020/2021 Rytíři Kladno
- 2021/2022 Rytíři Kladno
- 2022/2023 Sheffield Steelers (Velká Británie)
- 2023/2024 LHK Jestřábi Prostějov